# Лиман (Луганський район)
Лима́н — село в Україні, у Луганській міській громаді Луганського району Луганської області. Населення становить 123 осіб. До 2020 - орган місцевого самоврядування — Металістська сільська рада.
Знаходиться на тимчасово окупованій території України. 
Відповідно до Розпорядження Кабінету Міністрів України від 12 червня 2020 року № 717-р «Про визначення адміністративних центрів та затвердження територій територіальних громад Луганської області» увійшло до складу Зимогір'ївської міської громади.